# Cmentarz żydowski w Ozorkowie
Cmentarz żydowski w Ozorkowie – kirkut został założony w I połowie XIX wieku i zajmuje powierzchnię 2,025 ha, na której, wskutek dewastacji z okresu II wojny światowej, zachowało się jedynie dziesięć zniszczonych nagrobków z napisami w języku hebrajskim. Znajduje się przy ul. Sosnowej.
Kirkut ozorkowski opisała Agata Tuszyńska w książce „Rodzinna historia lęku”.